# Василово
Васи́лово (рос. Василово, башк. Вәсил) — присілок у складі Калтасинського району Башкортостану, Росія. Входить до складу Калміябашівської сільської ради.
Населення — 273 особи (2010; 338 у 2002).
Національний склад:
- марійці — 97 %